# Ignacy Hincz
Ignacy Hincz (ur. 24 lipca 1777 w Izdebkach, zm. 12 lutego 1847 w Płocku) – kapitan wojsk Księstwa Warszawskiego, inżynier.

## Życiorys
Urodził się w rodzinie Michała h. Działosza i żony jego Barbary z Osławskich jako drugi syn. Starszy brat Dominik urodzony w 1774, młodszy Antoni w 1794 i najmłodsza była siostra Wiktoria. Ignacy razem z Antonim ukończyli szkoły w Krakowie oraz w Wiedniu, gdzie zdobyli wykształcenie w budowie dróg. 
Obaj bracia zaciągnęli się w 1809 do wojska do oddziałów artylerii, Ignacy w następnym roku został mianowany porucznikiem w artylerii. Brał udział w kampanii 1812 i został odznaczony orderem Legii Honorowej. W 1813 brał udział w obronie Zamościa i był jednym z organizatorów bicia monet w Zamościu. 
W 1816 uzyskał dymisję z wojska i w następnym roku był zatrudniony jako inżynier w Lublinie. Wykonał pomiary budynków i plan miasta oraz projekt rogatek i mostu miejskiego. W 1829 pracował jako budowniczy województwa Płockiego. Uczestniczył w powstaniu listopadowym i kierował szlifiernią broni na Marymoncie a po upadku powstania miał nadzór nad składem broni palnej.
Pracował jako inżynier generalny dróg województwa płockiego. Żonaty z Teklą Nimfą Miaskowską, miał synów Ignacego i Dominika. Zmarł w Płocku 12 lutego 1847 i pochowany tamże.
Ignacy Hincz został pochowany na Cmentarzu Ewangelickim w Płocku. Rodzina zmarłemu postawiła żeliwny pomnik, który obecnie wymaga gruntownej renowacji.